# 路加福音
《路加福音》是《新約聖經》正典中，四福音書之一，並與《馬太福音》、《馬可福音》構成符类福音。
這本福音书记述了耶穌一生的生活，详细记载了他的降生、工作、受難与復活等相關事蹟，並以耶稣升天结束。路加福音是四部福音中對耶稣出生前及童年生活描述最詳細的一部。
《路加福音》主題：赦罪的福音──證明耶穌基督是人救主。

## 关于作者
《路加福音》的作者路加並非福音書裏所記載事件的目擊證人，也不是十二使徒之一，他甚至可能在耶穌死時還未成為信徒。可是，他在海外傳道地區和使徒保羅有十分密切的交往。所以，可以理解，他的寫作風格顯出他受到保羅的影響。只要把《路加福音》第22章第19节至第20节参和《哥林多前書》第11章第23节至第25节参關於最后的晚餐的記載相互比較一下，就可以見到這種風格上的聯繫。《馬太福音》給路加的寫作提供了進一步的資料來源。為了“準確地查考一切的事”，他親身訪問許多目擊耶穌生平事迹的證人，例如仍然在世的使徒，甚至耶穌的母親馬利亞。路加不遺餘力地搜集可靠的細節，以完成這部福音書的著作。

### 寫作习惯
《路加福音》在行文中使用了300多個醫學術語。這一現象在其他作者以希臘文書寫的《聖經》書卷中並不常見。例如，在談到大痲瘋的時候，路加和其他作者在用語上有所不同。在其他福音書的執筆者看來，大痲瘋就是大痲瘋；但在醫生看來，大痲瘋卻有不同的深淺程度。例如，路加提及一個人“滿身長了大痲瘋”；他也説拉撒路“渾身生瘡”。在談及彼得的岳母時，路加使用了“害熱病甚重”的句子，而其他福音書作者則沒有這樣的表達。雖然其他三位福音書執筆者都告訴我們，彼得削掉大祭司僕人的耳朵，但是只有路加才提及耶穌治愈他的事蹟。《路加福音》説：“有一個女人有病靈在身、十八年了，老彎着腰，總不能直起來。”這種口吻像是出自醫生之口。這本福音書還記載一個撒馬利亞人“用油和酒倒在傷者的傷處，包裹好了”。可見，除了“親愛的醫生”路加之外，其他人不會這麽仔細地記錄急救的情形。

## 路加福音的特点
《路加福音》的描寫比其他福音書更加詳盡，而且語言也具有相當的個人特色。下面列出了《路加福音》的一些特點。
- 至少有六個耶穌神跡和超過十二個比喻是其他福音書沒有提及的；
- 其三分之一的篇幅用來叙述，另三分之二的篇幅用來記載談話；
- 路加福音是四本福音書中篇幅最長的一本；
- 馬太的寫作對象主要是猶太人；馬可則為了非猶太籍的讀者，特别是羅馬人，寫成他的福音書。路加的福音則是寫給“提阿非羅大人”的，並且經由他間接傳給别的人，包括猶太人和非猶太人在內；[7]
- 為了使這項記載對於讀者來說更具吸引力，路加把耶穌的家譜追溯到“上帝的兒子亞當”，而不像針對猶太讀者而寫的《馬太福音》一樣，只是把耶穌的家譜追溯到亞伯拉罕即止；
- 他特别提及了西面的預言，指出耶穌是“除去列國族面紗”（《圣经新世界译本》）的工具，而且“凡有血氣的，都要見上帝的救恩！”[8]
- 路加也列出了兩項線索，我們根據它們可以確定耶穌出生的時候。他在《路加福音》第2章第1节至第2节参説：“當那些日子，凱撒奧古斯都有旨意下來，叫天下人民都報名上册。這是居里扭作叙利亞巡撫的時候，頭一次行報名上册的事。”當時約瑟和馬利亞上伯利恆登記，耶穌就是他們在那裏停留時出生的。[9]一位注釋家説：“路加總是力臻完全準確的地步，這乃是路加的歷史感最徹底的試金石之一。”[10]综上，现今很多历史学家认为路加的確“將一切的事準確地從頭查考過”。

### 精確的記載
19世纪初叶，圣经批评家质疑路加所写的历史记载的准确性。此外，他们声称使徒行传所载的历史是在公元第二世纪中叶捏造出来的。英国考古学家威廉·米切尔·拉姆齐爵士便相信此说。但考证过路加所提及的名字和地点后，拉姆齐却承认说：“我渐渐意识到，这些记载在很多细节上都十分准确真实。”

#### 關于以哥念的爭議
拉姆齐写下以上的话时，批评家对于路加的写作是否准确仍未取得共识。他们为了一个争论相持不下。争论牵涉到几个关系密切的城市：以哥念、路司得和特庇。路加的报道暗示，以哥念跟路司得和特庇不同；他把路司得和特庇称为「吕高尼的城」（cities of Lycaonia）。可是，路司得距离以哥念比离特庇更近。有些古代历史家把以哥念描述为吕高尼一部分；因此，批评家指责路加没有这样行。
后来在1910年，拉姆齐在以哥念的废墟发现了一个纪念碑，碑文透露该城居民说的是弗吕家语而非吕高尼语。梅里尔·昂格尔博士指出：“从以哥念及邻近一带发现的其他许多铭刻证实，基本上说来，该城可称为弗吕家的城。”不错，在保罗的日子，以哥念是属于弗吕家文化的；这与「吕高尼的城」不同，因为那里的人说的是“吕高尼的话”。

#### 關于希臘語詞“波利塔尔克斯”的爭議
圣经批评者也质疑路加用“波利塔尔克斯”一词来指帖撒罗尼迦的地方官。希腊文学从没有采用这个语词。后来，人在这个古城发现了一道拱门，拱门上不但载有若干地方官的名字，还把地方官称为“波利塔尔克斯”──正好是路加所用的字词。W.E.瓦恩在《新旧约语词诠释辞典》一书中解释：“路加写作的准确性因采用这字词而获得证实。”

#### 路加記載的航程
航海专家曾仔细研究《使徒行傳》第27章参所描述的海难细节。据路加说，他与保罗所乘的大船在一个名叫高大的小岛附近遇上从东北刮起的大风。水手们都害怕船会被大风吹到非洲北岸沿海的危险沙洲上。于是，他们以熟练的航海技术成功地把船驶离非洲，向西前行。大风仍然刮个不停。最后，船在马耳他岛的海岸附近搁浅了。当时他们的船已航行了870公里左右。据航海专家们估计，一艘大船在强风中航行，要逾13天的时间才能抵达这么远的地方。他们的计算与路加的记载一致，因为路加指出船在第14天搁浅。快艇手詹姆斯·史密斯考查过路加的航海记载的一切细节之后作出结论说：“这乃是一项真实的记录，是根据个人的亲身经历写成的⋯⋯除非执笔者亲自目击其事，否则，他若不是个水手，就根本没有可能写出这项在一切细节上都正确无误的航海记载。”

## 主題特色
本書描述耶穌至善，完全，滿有恩慈，榮耀的人性；强調祂是完美的人子，是普世的救主，為世人帶來平安，使榮耀歸給上帝（2:8-14）。全書的特點如下：
1. 這是一部文筆典雅的文藝作品和優美的史書，作者先仔細查考有關的資料（1:1-4），才依序編排耶穌的生平事蹟（3:1-2）。
2. 詳細記載了施洗約翰的出生；更用了頗長的篇幅報導主的出生和童年事蹟。
3. 常提及被社會輕視的人物，如稅吏，罪人，女人和寡婦等等（18:13）。
4. 強調福音的普世性（2章10節，31-32節；3章6節；10章33節；24章47節）。
5. 強調聖靈的工作（1章15節；2章27節；3章16節；4章18節；10章21節）。
6. 書中也注重敬拜的生活，蘊藏四首今日教會的名詩：尊主頌（1:46-55）；撒迦利亞頌（1:67-79）；榮歸主頌（2:14）；西面頌（2:28-32）。

## 主要內容

### 序言
（覆蓋《路加福音》第1章第1节至第4节参）为该福音书的序言部分。路加记载説，他已将一切的事准确地从头查考过，并且决意按照合乎逻辑的次序把各事写下来，好使“提阿非罗大人⋯⋯清楚地明白（这些事）⋯⋯都是有真凭实据的”。

### 耶稣的早年生活
（覆蓋《路加福音》第1章第5节参至《路加福音》第2章第52节参）一位天使向年老的祭司撒迦利亚显现，带给他一个喜讯，説他将会有一个儿子，要起名为“约翰”（即施洗约翰）。但在男孩出生之前，撒迦利亚将不能説话。正如天使所应许，撒迦利亚的妻子以利沙伯虽然“年纪老迈”，却得以怀孕。差不多六个月之后，天使加百列向马利亚显现，説她会凭着“至高者的能力”怀孕，生下一个名叫“耶稣”的儿子。马利亚前往探问伊利莎白，在作了愉快的问候之后，她心花怒放地宣告説：“我心尊主（耶和华）为大；我灵以上帝我的救主为乐。”她谈及耶和华的圣名，以及上帝对敬畏祂的人所显的恩典。约翰出生的时候，撒迦利亚恢复了説话能力。他宣告上帝的慈爱，透露约翰会成为预言者，为耶和华预备道路。
后来耶稣在伯利恒出生。有天使在夜间向看守羊群的牧人宣布这个“大喜的信息”。耶稣的父母按律法给他行了割礼，在圣殿里“把他献与耶和华”。年老的西面和女先知亚拿都发言谈论这个孩子。回到拿撒勒之后，“孩子渐渐长大，强健起来，充满智慧，又有上帝的恩在他身上。”耶稣12岁时，从拿撒勒出发前往耶路撒冷探访。他的理解力和回答令当地的教师大感惊讶。

### 为服事职务作妥准备
（覆蓋《路加福音》第3章第1节参至《路加福音》第4章第13节参）当时是作为凯撒的提庇留在位第15年（公元27年），上帝的宣告临到撒迦利亚的儿子约翰身上，于是他出去“传讲象征悔改和赦罪的浸礼”，好使所有人都“看见上帝施行拯救的方法”。当百姓都在约旦河受浸之际，耶稣也受了浸。他祷告的时候，圣灵降在他身上，他的天父从天上对他表示嘉许。这时，耶稣约30岁。（路加附上耶稣的家谱。）耶稣受浸之后，圣灵带领他在旷野里逗留了40天。在那里，撒旦对耶稣提出试探，但却一败涂地，於是就退去，“直到另一个方便的时候”。

### 在加利利执行的早期服事职务
（覆蓋《路加福音》第4章第14节参至《路加福音》第9章第62节参）耶稣在家乡拿撒勒的会堂里清楚表明自己的使命，读出《以賽亞書》第61章第1节至第2节参的宗教预言，并将其应用在自己身上，説：“主的灵在我身上，因为祂用膏膏我，叫我传福音给贫穷的人；差遣我报告被掳的得释放，瞎眼的得看见，叫那受压制的得自由，报告上帝悦纳人的禧年。”最初人们对耶稣的话颇有好感，但当他继续説下去，他们的好感就变成愤怒了；他们甚至试图杀死耶稣。于是，耶稣下到迦百农，在那里治愈许多人。人们见过他的神迹后尾随耶稣，希望留住他，但耶稣告诉他们説：“我也必须向别的城宣告上帝王国的好消息，因为我是为此被差来的。”他接着转至犹太地区，在其中的会堂里传道。
在加利利，耶稣使后来成为十二使徒的彼得、雅各、约翰神奇地捕到大量的鱼。在《路加福音》第5章第10节参，他告诉西门説：“从今以后，你要得人了。”于是，他们撇下一切，跟从耶稣。在同一章第17节，耶稣继续祷告、教导人，“主的能力与耶稣同在，使他能医治病人。”耶稣召请后来成为十二使徒的另一人──利未（馬太，一个受人鄙视的税吏），去跟从他。利未大排筵席款待耶稣，并有“许多税吏”一同坐席。结果，这导致了耶稣和法利赛人的第一场冲突，以后更有一系列的冲突发生。法利赛人因此怒不可遏，遂密谋要陷害耶稣。
经过彻夜向上帝祷告之后，耶稣在门徒当中拣选了十二使徒。他继续为人治病。然后，耶稣説出载于《路加福音》第6章第26节至第49节参的传道演讲。这个演讲和《马太福音》第5至7章的“登山宝训”十分类似，只不过《路加福音》中这一部分篇幅较为简短。耶稣作了一项对照：“你们贫穷的人有福了！因为上帝的国是你们的。但你们富足的人有祸了！因为你们受过你们的安慰。”他劝勉听众对于要爱仇敌、慈悲为怀、乐善好施，并且从心里所存的善发出善来。
耶稣回到迦百农，一个军官派人请求他医治一个病了的奴隶。军官觉得自己不配到耶稣家里请他，于是只请求耶稣在他当时身处的地方“説一句话”，他凭借自己的信仰，奴隶就会不药而愈。耶稣深受感动，説：“我告诉你们，这麽大的信心，就是在以色列中，我也没有遇见过。”接着，耶稣第一次使死者复活。他所复活的是拿因城一个寡妇的独子，因为耶稣“怜悯她”。当时，关于耶稣的消息传遍了犹太，施洗约翰就从狱中派人问耶稣説：“那将要来的是你吗？”耶稣答复使者説：“你们去，把所看见所听见的事告诉约翰，就是瞎子看见、瘸子行走，长大麻风的洁净，聋子听见，死人复活，穷人有福音传给他们。凡不因我跌倒的，就有福了！”
在十二使徒陪伴之下，耶稣“逐城逐村地周游各地，传讲和宣告上帝王国的好消息”。在耶稣讲完位于《路加福音》第8章第4节至第15节参的撒種的比喻后，他总结道：“所以，你们要留心怎样聆听；因为凡有的，还要加给他；凡没有的，连他以为自己拥有的也要从他取去。”之后，耶稣继续施行各种神迹。他也赐给十二使徒制服鬼灵的权柄和医治疾病的能力，并且差遣他们出去“传讲上帝的王国和医病”。耶稣也神奇地喂饱五千人，并且在山上改变形貌。第二天，门徒不能治好一个被鬼灵附身的男孩，耶稣却把他医好了。他提醒那些想跟从他的人，説：“狐狸有洞，天空的飞鸟有窝，但人子连安枕的地方也没有。”人必须手扶着犁不向后看，才适合进入上帝的王国。

### 在犹太执行服事职务
（覆盖《路加福音》第10章第1节参至《路加福音》第13章第21节参）耶稣另外派出70人去收“庄稼”。这些人成功地执行任务而充满喜乐。耶稣传道的时候，有一个人想证明自己公义，就问耶稣説：“谁是我的邻舍呢？”为了回答这个问题，耶稣説了善心的好撒马利亚人的比喻。有一个人被盗贼打得半死，躺在路旁。在路旁经过的祭司和利未人都对他视若无睹。一个受人鄙视的撒马利亚人却停下来，小心翼翼地料理他的伤口，把他抬到自己的牲口上，送到客店里，并且花钱请人照顾他。不错，“怜悯他的”那个人使自己成为别人的邻舍。
在马大家里，耶稣婉转地责备马大过於为家务焦虑。他称赞马利亚拣选了上好的福分，坐下来聆听他説话。耶稣把主祷文传授给门徒，教他们要恒切祷告，説：“要不住恳求，就必赐给你们；要不住寻找，你们就必寻见。”后来他驱逐鬼灵，并宣布“那些听见上帝的话语而又遵守的人”是快乐的。吃饭的时候，耶稣在律法的问题上和法利赛人发生冲突。他宣布他们有祸了，因为他们拿走了“知识的钥匙”。
耶稣再次和群衆一起的时候，有一个人向耶稣提出请求，説：“请你吩咐我的兄长和我分开家业。”耶稣回答时指出难题的核心，説：“你们要谨慎自守，免去一切的贪心，因为人的生命不在乎家道丰富。”然后他设了财主的比方章财主拆了仓房，另盖更大的，但自己却在当天晚上死去，留下财富给别人享用。耶稣一针见血地説：“凡为自己积财，在上帝面前却不富足的，也是这样。”耶稣敦促门徒要先求上帝的王国，然后告诉他们説：“你们这小群，不要惧怕，因为你们的父乐意把国赐给你们。”耶稣在安息日治好一个病了18年的女人。这导致他和反对者进一步冲突，结果他们都哑口无言。

### 在比利亚执行的后期服事职务
（覆盖《路加福音》第13章第22节参至《路加福音》第19章第27节参）耶稣用生动的比喻将听衆的注意引到上帝的王国之上。他表明那些追求显赫虚荣的人反会受到贬抑。人若摆设筵席，就当邀请贫穷的、无力回报的人赴宴；这样他就会快乐，「到义人复活的时候，他要得着报答。」此后，耶稣説了关於一个人摆设盛大晚宴的比喻。受到邀请的人一个接一个提出推辞的藉口：一个説自己刚买了一块地，另一个説自己买了一些牛，还有一个则説自己刚娶了妻。家主一怒之下，派人出去“领那贫穷的、残废的、瞎眼的、瘸腿的来”。他宣告起初受到邀请的人，没有一个可以“得尝”他的晚宴。耶稣又设了关于失羊复得的比喻，説：“我告诉你们，一个罪人悔改，在天上也要这样为他欢喜，较比为九十九个不用悔改的义人欢喜更大。”另一则比喻提及一个妇人打扫房子，为要找回一个德拉克马钱币。这个比喻也表达类似的要点。
然后耶稣提及一个浪子要求父亲把属他的家産分给他。之后他“任意放荡”，挥霍钱财。最后浪子饥寒交迫，遂醒悟过来，决定回家任凭父亲处置。他的父亲动了怜悯的心，就“跑去抱着他的颈项，连连与他亲嘴”。父亲给他一件上好的衣服，为他准备盛筵，“他们就快乐起来。”但他的哥哥却不肯和他们一起作乐。父亲仁慈地纠正他的哥哥，説：“儿啊！你常和我同在，我一切所有的都是你的；只是你这个兄弟是死而复活、失而又得的，所以我们理当欢喜快乐。”
贪爱金钱的法利赛人听到不义管家的比喻之后，就嘲笑耶稣的教训，但耶稣告诉他们説：“你们是在人面前自称为义的，你们的心，上帝却知道；因为人所尊贵的，是上帝看为可憎恶的。”（路加16章15）藉着财主和拉撒路的比喻，耶稣表明上帝所嘉许和上帝所不悦的人之间有多大的鸿沟隔开。耶稣警告门徒，他们会遇见使人跌倒的事，“但那绊倒人的有祸了”。他谈及“人子显现的日子”会有许多困难。他告诉门徒説：“要回想罗得的妻子。”藉着一个比喻，耶稣提出保证上帝必定会为那些“昼夜呼吁他”的人采取行动。然后，耶稣以另一个比喻责备那些自以为义的人：一个法利赛人在殿里祷告，感谢上帝他自己不像别人一样。一个税吏却远远站着，甚至不敢举目望天，只是祷告説：“上帝啊，开恩可怜我这个罪人！”耶稣怎样评论这件事呢？他宣告税吏比法利赛人更公义，因为“凡自高的，必降为卑；自卑的，必升为高”。在耶利哥，耶稣受到税吏撒该所款待。耶稣説了十个弥拿的比喻。有些人忠信地运用交托给他们的钱财，有些人却把钱财埋藏起来；两者所遭遇的结果形成了强烈的对照。

### 在耶路撒冷内外执行的公开服事职务
（覆盖《路加福音》第19章第28节参至《路加福音》第23章第25节参）耶稣骑着驴驹子进入耶路撒冷。大群门徒夹道向他欢呼致敬，把他称为“奉主耶和华之名来的王”。法利赛人要求耶稣责备门徒，耶稣却答道：“若是他们闭口不説，这些石头必要呼叫起来。”耶稣説了他那论及耶路撒冷毁灭的著名预言，指出耶路撒冷会被尖锐的桩子困住，受人围攻，她和她的儿女要被摔在地上，甚至连一块石头也不留在另一块石头上。耶稣在殿里教导人民，宣告好消息，技巧地运用比方和论据去回答祭司长、文士、撒都该人的奸狡问题。耶稣有力地描述末期的重大标记，并且再次提及耶路撒冷会被扎营的军队所围困。由於恐惧将要发生的事，人会吓得发昏。但一有这些事发生，他的跟从者就要「挺身昂首，因为他们得救的日子近了」。他们务要保持警醒，以求能够成功渡过注定要发生的事情。
在公元33年的尼散月14日，耶稣守了逾越节。之后，他向他的忠信使徒提出“新约”，并且把这约和象徵性的晚餐联系起来。耶稣吩咐门徒要举行这晚餐，为的是纪念他。耶稣又对他们説：“正如我父和我立了约，我也和你们立约，去得一个王国。”就在当晚，耶稣在橄榄山上祷告的时候，“有一位天使从天上显现，加添他的力量。耶稣极其伤痛，祷告更加恳切，汗珠如大血点滴在地上。”叛徒犹大带领暴民前来逮捕耶稣时，气氛变得极为紧张。门徒喊道：“主啊！我们拿刀砍可以不可以？”其中一个门徒实际把大祭司的奴隶的耳朵砍掉，但耶稣责备他们，并把伤者医好。。
耶稣在衆人挤推之下被带到大祭司家里受审。由於夜寒的缘故，彼得和群衆一起在火旁取暖。他在三个场合被人指出是耶稣的跟从者，但他三次都加以否认。就在这当儿，鸡啼了。主转过身来望着彼得，彼得记起耶稣曾怎样预告这件事，於是出去痛哭。耶稣给拉到犹太公会的大堂之后，接着被带到彼拉多面前。敌人控告他颠覆国家，禁止人纳税，并“説自己是基督，是王”。彼拉多获悉耶稣是个加利利人，就把他送到希律那里。当时希律碰巧在耶路撒冷。希律和他的卫兵戏弄耶稣，然后把他送回疯狂的暴民面前受审。彼拉多“把耶稣交给他们，任凭他们的意思行”。

### 耶稣的死亡、复活、升天
（覆盖《路加福音》第23章第26节参至《路加福音》第24章第53节参）耶稣在两个罪犯之间被钉在十字架上。其中一个罪犯嘲弄他，但另一个罪犯却表现信心，请求耶稣在他的国里降临的时候记念他。耶稣应许説：“我实在告诉你：今日你要同我在乐园里了。”）然后，一片异乎寻常的黑暗笼罩大地，圣所的幔子从中央裂开，耶稣大声喊道：“父啊，我把我的灵托付在祢手里。”他的气就断了。耶稣的尸体给取下来，放在一个从石头凿出来的墓穴里。在该周的第一天（星期日），有些跟耶稣一起从加利利来到耶路撒冷的妇女到墓穴那里去，却找不到耶稣的身体。正如耶稣自己所预告一般，他在第三天已复活过来了！
在往以马忤斯的路上，耶稣向两个门徒显现，但没有表露身分。他讲论自己所受的苦，并向他们解释圣经。他们忽然认出他便是耶稣，但他却消失了。他们彼此説：“在路上，他和我们説话，给我们讲解圣经的时候，我们的心岂不是火热的吗？”他们急忙赶回耶路撒冷，把事情告诉其它门徒。就在他们谈论这些事的时候，耶稣在他们中间显现。他们大喜过望，惊诧不已，简直不敢相信。他便「打开他们的心窍，能从圣经明白」所发生的各事的含意。最后路加描述耶稣升天的情形，以此结束他的福音书。

## 基督新教觀點

### 藉由预言应验增强信心
路加福音幫助人對圣经養成信心，並且强化信心，抵抗衝擊。路加提出許多例子去説明希伯來文聖經已獲得準確的應驗。記載顯示耶穌用以賽亞書的傑出預言去描述自己的使命。看來路加運用這點作為全書的主題。這是耶穌引用先知書的場合之一。他也曾引用律法，藉此擊退魔鬼的三次試探。他又引用過詩篇，問他的敵人説：“人怎麽説基督是大衛的子孫呢？”路加的記載含有其他許多採自希伯來文聖經的引文。
正如撒迦利亞書9:9所説一般，耶穌騎着驢駒子進入耶路撒冷。當時群衆喜樂地向他歡呼致敬，並把詩篇118:26的經文應用在他身上。在一處地方，路加福音的兩節經文包含了希伯來文聖經預言的六個要點。這些預言是關乎耶穌的屈辱死亡和復活的。最後，耶穌在復活之後有力地向門徒表明整本旧约圣经的重要性。“耶穌對他們説：‘這就是我從前與你們同在之時所告訴你們的話説：摩西的律法、先知的書，和詩篇上所記的，凡指着我的話都必須應驗。’於是耶穌開他們的心竅，使他們能明白聖經。”既然路加和基督教希臘文聖經的其他執筆者都曾經準確解釋過希伯來文聖經的應驗，我們若留意這些經文的應驗，便能够像耶穌基督最初的門徒一樣受到啟迪而養成堅强的信心。

### 宣扬上帝的王国
路加的記載自始至終不斷把讀者的注意引向上帝的王国。這書的起頭報導天使應許馬利亞會生一個孩子，“他要作雅各家的王，直到永遠；他的國也沒有窮盡。”在最後幾章，耶穌提及把使徒們帶進王國的約中。因此，從起頭直到結束，路加都强調王國的希望。他表明耶穌在宣揚王國的工作方面親自帶頭，並且派出12個使徒，後來更差遣70個人去從事這件工作。人若要進入王國，就必須專心致志。耶穌很坦率地强調這點説：“讓死人埋葬他們的死人好了，你卻要去把上帝的王國廣為宣揚。”又説：“手扶着犁，卻望着後面的東西，這樣的人就不適合上帝的王國了。”

### 强调祷告的重要性
路加强調禱告一事。他的福音在這方面十分突出。路加福音提及撒迦利亞在聖殿裏的時候，群衆正在禱告，施浸者約翰的誕生乃是求子的禱告得蒙垂聽的結果，也提及女先知亞拿晝夜禱告。路加福音描述耶穌受浸的時候正在禱告，在揀選12使徒之前徹夜禱告，在改變形貌時也正在禱告。耶穌勸勉門徒要“常常禱告，不可灰心”。他設了一個比方，説一個堅持不懈的寡婦不斷懇求法官，直到法官給她主持公道為止；藉此耶穌向門徒説明恆切禱告的重要。唯獨路加曾提及門徒請求耶穌教他們禱告，以及耶穌在橄欖山上禱告時有天使來强化他；也只有他才記錄了耶穌在最後的禱告中所説的話：“父啊，我把我的靈託付在祢手裏。”像路加寫他的福音書的日子一樣，對今日一切努力遵行上帝旨意的人來説，禱告乃是不可或缺的力量來源。

### 体现耶稣的特质
憑着敏銳的觀察力、流暢生動的文筆，路加使耶穌的教訓顯得親切熱誠、生氣勃勃。耶穌對軟弱的人、受壓迫和鄙視的人，表現愛心、仁厚、慈悲、憐憫。這正好與文士和法利賽人那種冷漠、死板、狹隘、虚偽的宗教形成强烈的對照。耶穌不斷鼓勵和幫助那些貧窮的、被擄的、瞎眼的、受壓制的，從而為一切想“跟隨他的腳蹤”的人立下極佳的規範。

### 阅读圣经
- 路加福音 (Big 5) （页面存档备份，存于）
- 路加福音 (GB) （页面存档备份，存于）
- 天主教思高讀經推廣中心：路加福音
- 傳基督聖經網頁
- 路加福音 （页面存档备份，存于）
- 路加福音（路） （页面存档备份，存于）（繁體中文）

| 圣经各卷          |          |                   |
| 上一卷： 马可福音 | 路加福音 | 下一卷： 约翰福音 |